# Gertraud Fenk-Oczlon
Gertraud Fenk-Oczlon (* 1948 in St. Johann im Pongau, Salzburg) ist eine österreichische Linguistin.

## Leben und Wirken
Gertraud Fenk-Oczlon maturierte 1966 am Bundesrealgymnasium in St. Johann im Pongau und studierte anschließend Ethnologie, Sprachwissenschaft, Slawistik, und Psychologie an den Universitäten Wien, Graz und Klagenfurt: Akademische Übersetzerprüfung für Russisch an der Universität Graz (1974), Magisterexamen (1978) und Promotion (1981) in Sprachwissenschaft an der Alpen-Adria-Universität Klagenfurt. Zu ihren akademischen Lehrern zählten Alexander Isačenko und Willi Mayerthaler.  Neben dem Studium absolvierte sie eine Ausbildung zur Fotografin („Bayerische Staatslehranstalt für Photographie“ München 1968/69, Gesellenprüfung für Fotografie Salzburg 1972).
Ab 1982 war sie Universitätsassistentin am Institut für Sprachwissenschaft der Alpen-Adria-Universität Klagenfurt, und nach ihrer Habilitation (1990) über „Geläufigkeit und sprachliche Form“ lehrte und forschte sie bis zu ihrer Pensionierung im Jahr 2013 als Ao. Universitätsprofessorin für Allgemeine Sprachwissenschaft am Institut für Sprachwissenschaft und Computerlinguistik. Von 1995 bis 2000 war sie, gemeinsam mit Willi Mayerthaler, Herausgeberin der Zeitschrift „Papiere zur Linguistik“, Gunter Narr Verlag. Nach ihrer Pensionierung lehrte sie bis 2019 „Semantik“ am Institut für Informatik der Alpen-Adria-Universität Klagenfurt. Seit Beginn ist sie Mitglied der AG Mehrsprachigkeit und Vortragende der gleichnamigen Ringvorlesung.
Gastaufenthalte führten sie an die Kasaner Föderale Universität, die University of New Mexico in Albuquerque und die University of Colorado Boulder. Von Dezember 2003 bis März 2004 forschte sie mit einem Fulbright-Forschungsstipendium an der University of Hawaiʻi at Mānoa.
Fenk-Oczlon war von 1996 bis 2013 Institutsvorständin des Instituts für Sprachwissenschaft und Computerlinguistik an der Alpen-Adria-Universität Klagenfurt. Seit 2007 ist sie Mitglied der Wissenschaftskommission beim Bundesministerium für Landesverteidigung.  
Ihre Forschungsschwerpunkte sind Sprachtypologie, Kognitive Linguistik, Quantitative Linguistik und Parallelen zwischen Sprache und Musik im Kontext von Sprach-Evolution. Wesentliche Fortschritte der Linguistik bringt die von Fenk-Oczlon hergestellte Verbindung einer Systemischen Sprachtypologie mit frequentistischen und informationstheoretischen Ansätzen zu Ökonomieprinzipien in Sprache und Kognition. 
Sie ist mit August Fenk verheiratet und hat zwei Kinder, Lisa M. Fenk und Lorenz A. Fenk.

## Publikationen (Auswahl)
- G. Fenk-Oczlon: Iconic associations between vowel acoustics and musical patterns, and the musical protolanguage hypothesis. In: Frontiers in Communication. Nr. 7, 2022, doi:10.3389/fcomm.2022.887739.
- G. Fenk-Oczlon, J. Pilz: Linguistic complexity: relationships between phoneme inventory size, syllable complexity, word and clause length, and population size. In: Frontiers in  Communication. Nr. 6, 2021, doi:10.3389/fcomm.2021.626032.
- G. Fenk-Oczlon: What vowels can tell us about the evolution of music. In: Frontiers in Psychology. Nr. 8, 2017, doi:10.3389/fpsyg.2017.01581.
- G. Fenk-Oczlon, A. Fenk: Complexity trade-offs do not prove the equal complexity hypothesis. In: Poznan Studies in Contemporary Linguistics. Nr. 50, 2014, S. 145–155, doi:10.1515/psicl-2014-0010.
- G. Fenk-Oczlon, A. Fenk: Measuring basic tempo across languages and some implications for speech rhythm. In: Proceedings of the 11th Annual Conference of the International Speech Communication Association. Makuhari, Japan 2010, S. 1537–1540, doi:10.21437/Interspeech.2010-448.
- G. Fenk-Oczlon, A. Fenk: Some parallels between language and music from a cognitive and evolutionary perspective. In: Musicae Scientiae. Nr. 13 (2), 2009, S. 201–226, doi:10.1177/1029864909013002101.
- G. Fenk-Oczlon, A. Fenk: Complexity trade-offs between the subsystems of language. In: M. Miestamo, K. Sinnemäki, F. Karlsson (Hrsg.): Language Complexity: Typology, Contact, Change. John Benjamins, Amsterdam; Philadelphia 2008, S. 43–65, doi:10.1075/slcs.94.05fen.
- G. Fenk-Oczlon, A. Fenk: Crosslinguistic correlations between size of syllables, number of cases, and adposition order. In: G. Fenk-Oczlon, C. Winkler (Hrsg.): Sprache und Natürlichkeit. Gedenkband für Willi Mayerthaler. Narr, Tübingen 2005, ISBN 3-8233-6119-8, S. 75–86.
- G. Fenk-Oczlon, A. Fenk: The clausal structure of linguistic and pre-linguistic behavior. In: T. Givón, B. F. Malle (Hrsg.): The evolution of language out of pre-language. John Benjamins, Amsterdam 2002, S. 215–229, doi:10.1075/tsl.53.11fen.
- G. Fenk-Oczlon: Familiarity, Information Flow, and Linguistic Form. In: J. Bybee, P. Hopper (Hrsg.): Frequency and the Emergence of Linguistic Structure. John Benjamins, Amsterdam 2001, S. 431–448, doi:10.1075/tsl.45.22fen.
- G. Fenk-Oczlon, A. Fenk: Cognition, quantitative linguistics, and systemic typology. In: Linguistic Typology. Nr. 3, 1999, S. 151–177, doi:10.1515/lity.1999.3.2.151.
- A. Fenk, G. Fenk-Oczlon: Menzerath’s Law and the constant flow of linguistic information. In: R. Köhler & B. Rieger (Hrsg.): Contributions to Quantitative Linguistics. Kluwer Academic Publishers, Dordrecht 1993, S. 11–31.
- G. Fenk-Oczlon: Frequenz und Kognition – Frequenz und Markiertheit. In: Folia Linguistica. Nr. XXV, 1991, S. 361–394, doi:10.1515/flin.1991.25.3-4.361.
- G. Fenk-Oczlon: Ikonismus versus Ökonomieprinzip. Am Beispiel russischer Aspekt- und Kasusbildungen. In: Papiere zur Linguistik. Nr. 40, 1990, S. 91–103.
- G. Fenk-Oczlon: Word frequency and word order in freezes. In: Linguistics. Nr. 27, 1989, S. 517–556, doi:10.1515/ling.1989.27.3.517.
- G. Fenk-Oczlon: Ist die SVO-Wortfolge die „natürlichste“? In: Papiere zur Linguistik. Nr. 29, 1983, S. 23–32.
- G. Fenk-Oczlon: Bedeutungseinheiten und Sprachliche Segmentierung. Eine sprachvergleichende Untersuchung über kognitive Determinanten der Kernsatzlänge. Narr, Tübingen 1983, ISBN 3-87808-208-8.
- A. Fenk, G. Fenk-Oczlon: Konstanz im Kurzzeitgedächtnis – Konstanz im sprachlichen Informationsfluß? In: Zeitschrift für experimentelle und angewandte Psychologie. Nr. 27 (3), 1980, ISSN 0044-2712, S. 400–414.